# (74374) 1998 XN4
(74374) 1998 XN4 – planetoida z pasa głównego asteroid okrążająca Słońce w ciągu 4,34 lat w średniej odległości 2,66 j.a. Odkryta 9 grudnia 1998 roku.